# Подгородне-Покровский сельсовет
Подгородне-Покровский сельсовет — сельское поселение в Оренбургском районе Оренбургской области Российской Федерации.
Административный центр — село Подгородняя Покровка.

## История
24 сентября 2004 года в соответствии с законом Оренбургской области № 1472/246-III-ОЗ образовано сельское поселение Подгородне-Покровский сельсовет, установлены границы муниципального образования.

## Население
| 2010  | 2012  | 2013  | 2014  | 2015  | 2016  | 2017  |
| ----- | ----- | ----- | ----- | ----- | ----- | ----- |
| 6033  | ↗6398 | ↗6708 | ↗7150 | ↗7646 | ↗8123 | ↗8618 |
| 2018  | 2019  | 2020  | 2021  |       |       |       |
| ↗9044 | ↗9263 | ↘9227 | ↗9532 |       |       |       |

## Состав сельского поселения
| № | Населённый пункт     | Тип населённого пункта       | Население |
| - | -------------------- | ---------------------------- | --------- |
| 1 | Павловка             | село                         | ↗1994     |
| 2 | Подгородняя Покровка | село, административный центр | ↗7538     |